# Pharmaindustrie in China
Die Pharmaindustrie in China ist eine der führenden Industrien der Volksrepublik China, die 2017 mit einem Wert von insgesamt 122,6 Milliarden US-Dollar der zweitgrößte nationale Pharmamarkt der Welt war. Das Wachstum des Markts bis 2022 wird auf 145 bis 175 Milliarden US-Dollar geschätzt. Die zwei wichtigsten Aspekte des chinesischen Pharmamarkts sind zum einen das enorme Umsatzpotenzial durch die 1,3 Milliarden Einwohner des Landes, insbesondere die wachsende Mittelschicht, und zum anderen die niedrigen Lohnkosten, die Pharmaunternehmen locken Teile ihrer Produktion und Dienstleistungen an chinesische Unternehmen auszulagern.

## Umfang
Mit 122,6 Milliarden US-Dollar war China im Jahr 2017 der zweitgrößte nationale Pharmamarkt der Welt, und zugleich der größte aufstrebende Markt für Pharmazeutika, dessen Wachstum bis 2022 auf 145 bis 175 Milliarden US-Dollar prognostiziert wird. Im Jahr 2016 betrugen die Gesamtausgaben für Gesundheit mit über 6 % des BIP bereits 693 Milliarden US-Dollar, aus der Steigerung ist ein zunehmender Bedarf im Gesundheitswesen erkennbar. Der chinesische Pharmamarkt für chemische oder niedermolekulare Arzneimittel (pflanzliche Arzneimittel bzw. traditionelle chinesische Arzneimittel ausgenommen) ist zum Großteil Generikamarkt mit zunehmendem Anteil an innovativen patentierten Arzneimittel. 2016 war der Großteil der Medikamente auf dem chinesischen Markt mit 68 Milliarden US-Dollar (64 % des Gesamtumsatzes) Generika, während 23 Milliarden US-Dollar (22 % des Gesamtumsatzes) durch Patentwaren erwirtschaftet wurden.
In China gibt es circa 20.000 registrierte Arzneimittelfirmen. Ausländische Pharmafirmen führen den Markt in einigen Segmenten, obwohl die inländischen Gesundheitsbehörden sich bemühen, eingeführte Arzneimittel durch lokale hergestellte Erzeugnisse zu substituieren, es wird bereits weitgehend in Produktionsstätten im eigenen Land investiert. Aufgrund preislicher Vorteile und zunehmender Qualität wird davon ausgegangen, dass chinesische Arzneimittel im kommenden Jahrzehnt an Marktanteilen gewinnen.

## Reformen
Chinas Gesundheitsreformprogramm begann im Jahr 2009 und umfasst den Ausbau der Versicherungsdeckung für die ländliche Bevölkerung und den Aufbau von Tausenden von Gesundheitszentren. Heute sind über 95 Prozent der Bürger in verschiedenen staatlichen Krankenversicherungsprogrammen. Im Zuge der Reform 2009 um die Essential Medicines List (EML) der VR China und deren nachfolgenden Entwicklungen waren verschiedene Institutionen involviert:
Die Erbringung von Gesundheitsdienstleistungen einschließlich Medikamente ist Teil des Verantwortungsbereichs des Gesundheitsministeriums (MoH). Zudem ist das MoH verantwortlich für die konkrete Auswahl der für die EML benötigten Arzneimittel. Dafür wurde ein Expertengremium mit Mitgliedern aus Medizin, Pharmazie, Krankenversicherung, Gesundheitsmanagement und Preisgestaltung gebildet. Innerhalb des Gremiums gibt es die sich gegenseitig ausschließenden Gruppen ‘Beratungsgruppe’ und ‘Überprüfungsgruppe'. Erstere bewerten Medikamente und formulieren Meinungen, die zur Bildung der endgültigen Liste herangezogen werden. Zweitere Gruppe stimmen über die Aufnahme von Medikamenten in die Liste anhand der Kandidatenliste ab.
Die Staatliche Kommission für Entwicklung und Reform ist verantwortlich für die Regeln und Regulierung der Preise, inklusive der Arzneimittelliste für nationale Rückvergütungen. Staatlich finanzierte Krankenversicherung, die die Unterliste der EML erstatten, werden vom Ministerium für Humanressourcen und soziale Sicherheit verwaltet. Gesundheitsbezogene Produktsicherheit untersteht der staatlichen Lebensmittel- und Arzneimittelbehörde. Kommerzielle Krankenversicherung wird von der China Insurance Regulatory Commission geführt.
Im Jahr 2017 führte die chinesische Regierung eine Reihe von Maßnahmen ein, um die teure medizinische Behandlung und die Belastung der Patienten, sowie des öffentlichen Gesundheitssystems zu verringern. Diese beinhalten u. a. Medikamentenkontrolle, Medikamentenbeobachtung, Zwei-Stimmen-System, Medikamentenpreisverhandlungen und Bezahlung nach Krankheitsbehandlungen.
China wurde lange von der internationalen Gemeinschaft wegen Mangels an Rechten an geistigem Eigentum und dessen Schutz kritisiert. 2017 wurden deutliche Verbesserungen durchgesetzt, die die Pharmaindustrie betreffen. Es wurden insgesamt drei Ankerpunkte zwischen Arzneimittel- und Patentschutz, Patentschutz und Datenschutz festgelegt. Dadurch möchte China einen wissenschaftlichen und systematischen Schutzmechanismus aufbauen, um gleichzeitig Innovation voranzutreiben und die legitimen Rechte und Interessen von Patentinhabern wirksam zu schützen.

## Weiterführende Literatur
- Oliver Gassmann, Gerrit Reepmeyer, Maximilian von Zedtwitz: Leading Pharmaceutical Innovation: Trends and Drivers for Growth in the Pharmaceutical Industry. Springer, Heidelberg / Berlin 2008.
- L. Chan, T. Daim: A research and development decision model for pharmaceutical industry: case of China. In: R&D Management. Band 48, Nr. 2, 2018, S. 223–242.